# Camberwell
Camberwell is een wijk in het Londense bestuurlijke gebied Southwark, in de regio Groot-Londen.
De wijk gaf zijn naam aan de Engelse naam voor de rouwmantel; Camberwell Beauty.

## Geboren
- Robert Browning (1812-1889), dichter en toneelschrijver
- Edward Burnett Tylor (1832-1917), antropoloog
- Tilly Devine (1900-1970), onderwereldfiguur
- Boris Karloff (1887-1969), acteur
- Claude Rains (1889-1967), acteur
- Richard Haydn (1905-1985), acteur
- Sydney Wooderson (1914-2006), atleet
- Anthony Leggett (1938), natuurkundige en Nobelprijswinnaar (2003)
- Kenny Sansom (1958), voetballer
- Ben Watson (1985), voetballer
- Florence Welch (1986), zangeres van de band Florence and The Machine
- Marcus Bettinelli (1992), voetballer
- John Bostock (1992), voetballer
- Jadon Sancho (2000), voetballer